# Fígols y Aliñá
Fígols y Aliñá (en catalán Fígols i Alinyà) es un municipio español de la provincia de Lérida situado en la comarca catalana del Alto Urgel. Tiene una población de 280 habitantes (INE 2008). Incluye los núcleos de Aliñá, Fígols, Alsina, les Sorts, Canellas y Perles.

## Historia
Desde 978 perteneció al obispado de Urgel. A partir de 1130 pasó a depender del Priorato de Orgaña.
Durante la primera guerra carlista un grupo de liberales se vio atacado por tropas carlistas y se refugiaron en la iglesia de Fígols. Los carlistas incendiaron el templo, matando a los que en él se refugiaban. En Aliñá se produjeron también diversos enfrentamientos entre carlistas y liberales.
En 1972 se fusionaron los antiguos municipios de Aliñá y Fígols de Orgañá, dando lugar al municipio actual.

## Geografía humana

### Demografía
Cuenta con una población de 243 habitantes (INE 2024).
| Gráfica de evolución demográfica de Fígols y Aliñá entre 1981 y 2021 |
| |
| Población de derecho según los censos de población del INE Población de hecho según los censos de población del INEEn este censo se denominaba Figols y Aliña: 1981 Entre el censo de 1981 y el anterior, aparece este municipio porque se fusionan los municipios 25018 (Aliñá) y 25090 (Fígols de Orgañá) |

## Cultura
La iglesia parroquial de Fígols está dedicada a San Víctor. Se trata de un edificio románico de nave única con capillas laterales y con un ábside semicircular. La cubierta es de bóveda de cañón. Tiene anexo un campanario de espadaña y la portalada es adovelada.
La iglesia de Aliñá, dedicada a san Esteban, es también románica. Fue consagrada en 1057. Es de una nave con ábside semicircular. La cubierta es de bóveda apuntada y la portalada presenta archivoltas en degradación. Tiene anexo un campanario de espadaña.
Otros templos románicos dentro del término municipal son los de San Bernabé de Alsina, las de San Marcos, Santa Eulalia y San Pedro de Canellas y la de San Román de Perles.
Aliñá celebra sus fiestas en el mes de agosto mientras que en Fígols tienen lugar en septiembre.

## Economía
La principal actividad económica es la ganadería, destacando el ganado bovino destinado a la producción lechera.